# التوصيل السلكي المنطقي

Open Collector AND gate

التوصيل المنطقي السلكي هو بوابة منطقيه و التي تنفذ عملية منطقية باستخدام الجبر البولياني (المنطق) باستخدام مكونات سلبية فقط مثل صمام ثنائي والمقاومات . يمكن للاتصال المنطقي السلكي إنشاء بوابة اقترانAND أو بوابة اختيار OR. محددات هذا النوع هي عدم القدرة على إنشاء بوابة NOT وعدم القدرة على ضبط المستوى.

## التوصيل السلكي AND

التوصيل السلكي AND باستخدام صمام ثنائي ومقاومه

التوصيل السلكي AND هو شكل من أشكال AND gate . يستخدم مقاومة رفع وصمام ثنائي لكل مدخل لإتمام هذه الوظيفة.
يتم توجيه الجهد الموجب من المصدر ويخرج من C ويتجه A و B عبر الصمامات الثنائيه الموجهة نحو المداخل. عندما يتم تطبيق جهد موجب أكبر من أو يساوي جهد المصدر على جميع المداخل، يتم توجيه الجهد إلى المخرج. بوابة AND تستوعب عدد عشوائي من المدخلات.
يمكن تحقيق هدف عملية التوصيل AND من خلا ربط جميع المخارج مع مقاومة رفع باستخدام مفتاح ربط . يتم تحقيق عمليه جمع المخارج باستخدام مفتاح ربط TTL . وهذا ما يسمى عادة ب «نقطه».
يتم تحديد مخرجات C بواسطة المدخلات في A و B وفقًا truth table.

## التوصيل السلكي OR
يتم تنفيذ الاتصال السلكي OR كهربائياً باستخدام عملية المنطق البولياني لبوابهOR ، يستخدم في هذه الحالة مقاومة خفض وصمام ثنائي لكل مدخل.
يتم توجيه الجهد من المداخل من خلال الصمام الثنائي إلى مباشره إلى المخرج C. في حالة عدم وجود جهد / منطق على أي مدخل لن يكون هناك أي إخراج. الجهد الموجب الخارج من المصدر في التوصيل السلكي AND يتم تفريغه بالارض في الاتصال السلكي OR. لاحظ أيضًا تحديد موضع الصمامات الثنائيه مقارنةً بالبوابة AND. وبالمثل، فإن اتصال OR قادر على عدد عشوائي من المدخلات ومخرج واحد فقط.
يتم تحديد المخرج C بواسطة المدخلات في A و B وفقًا truth table (غير موضح) والموجة المربعة (أدناه).

## عكس المستويات
يمكن تحويل التوصيل السلكي AND إلى توصيل سلكي OR والعكس صحيح، باستخدام إشارات عكسية المستوى.هناك أمثله متعدده مثل إشارات INT أو RST

## أوجه التشابه في استخدام التوصيلات السلكيه AND OR باستخدام الصمامات الثنائيه
مع استخدام التوصيل السلكي AND أو OR باستخدام الصمامات الثنائيه، يجب التنبه إلى أن جهد المخرج سوف يتحول موجبًا أو سالبًا عن طريق هبوط الصمام الثنائي بحيث لا يكون متوافقًا مع المنطق الأساسي.